# Xoixar
Xoixar (kinesiska: Xuexia, 雪下, Cuona Xian, 错那县) är en häradshuvudort i Kina. Den ligger i den autonoma regionen Tibet, i den sydvästra delen av landet, omkring 210 kilometer söder om regionhuvudstaden Lhasa. Antalet invånare är 15 124. Befolkningen består av 7 686 kvinnor och 7 438 män. Barn under 15 år utgör 17,0 %, vuxna 15-64 år 75 %, och äldre över 65 år 6,0 %.
Runt Xoixar är det mycket glesbefolkat, med 2 invånare per kvadratkilometer. Xoixar är det största samhället i trakten. Trakten runt Xoixar består i huvudsak av gräsmarker.
Genomsnittlig årsnederbörd är 1 151 millimeter. Den regnigaste månaden är juli, med i genomsnitt 224 mm nederbörd, och den torraste är november, med 5 mm nederbörd.